# عماد نجاح
عماد نجاح (بالهولندية: Imad Najah)‏ هو لاعب كرة قدم مغربي من مواليد 19 فبراير 1991، يشغل مركز وسط ميدان بنادي آر كي سي فالفيك في الدوري الهولندي الدرجة الثانية.

## ألقابه
منتخب المغرب الأولمبي لكرة القدم
- بطولة أفريقيا تحت 23 سنة لكرة القدم
  - النهائي سنة 2011

## روابط خارجية
- عماد نجاح على موقع الاتحاد الدولي (مؤرشف)  (الإنجليزية)
- عماد نجاح على موقع قاعدة بيانات كرة القدم.إي يو (الإنجليزية)
- عماد نجاح على موقع Soccerway.com (الإنجليزية)
- عماد نجاح على موقع أوليمبيديا (الإنجليزية)